# Broomethaan
Broomethaan, vaak ook ethylbromide genoemd en dan afgekort als EtBr, is een organische verbinding die tot de klasse van de halogeenalkanen hoort. Het is een kleurloze, vluchtige, vloeistof met een typerende geur die lijkt op de geur van ether.

## Synthese
Broomethaan kan worden bereid door de elektrofiele additie van waterstofbromide aan etheen:
{\displaystyle {\ce {H2C=CH2 + HBr -> C2H5Br}}}
Veelvoorkomend zijn ook verschillende syntheses op basis van een nucleofiele substitutie van de hydroxylgroep in ethanol met een bromide. Voorbeelden hiervan zijn de reactie op basis van een sterk zuur (waterstofbromide in combinatie met zwavelzuur):
{\displaystyle {\ce {C2H5OH + HBr -> C2H5Br + H2O}}}
De reactie kan ook uitgevoerd worden met behulp van fosfortribromide:
{\displaystyle {\ce {C2H5OH + PBr3 -> C2H5Br + PBr2OH}}}

## Toepassingen
Broomethaan wordt in organische synthese voornamelijk gebruikt in alkyleringen. Er kan bijvoorbeeld een Grignard-reagens uit gevormd worden, of in een Friedel-Craftsalkylering gebruikt worden.

## Toxicologie en veiligheid
Broomethaan is ontvlambaar, schadelijk voor de gezondheid en carcinogeen.